# Purpuricenus talyshensis
Purpuricenus talyshensis är en skalbaggsart som beskrevs av Edmund Reitter 1891. Purpuricenus talyshensis ingår i släktet Purpuricenus och familjen långhorningar.
Artens utbredningsområde är Iran. Inga underarter finns listade i Catalogue of Life.